# PHOIBLE

Логотип PHOIBLE

PHOIBLE (скорочення від англ. Phonetics Information Base and Lexicon — «База інформації про фонетику і лексику») — лінгвістична база даних, що містить дані про фонетичні інвентарі мов світу з робіт-першоджерел та третинних джерел у зручному для пошуку форматі. Доступ до неї здійснюється через вебсайт. Версія 2.0, випущена 2019 року, містить 3 020 фонетичних інвентарів та 3 183 наборів фонем, наявних у 2 186 різних мовах. Її редакторами є Стівен Моран, асистент-професор з Інституту біології Невшательського університету та Деніел МакКлой, дослідник Інституту навчання та нейрології з Університету Вашингтону.

## Засади
PHOIBLE прагне якнайточніше передавати описові дані мов у тому вигляді, у якому вони є у документах-джерелах (що також звуться «докулектами») та зберігати ці дані у послідовному вигляді у Unicode API.
Дані PHOIBLE публікуються за ліцензією Creative Commons Attribution-Share Alike 3.0 (CC BY-SA 3.0).

## Організація бази даних

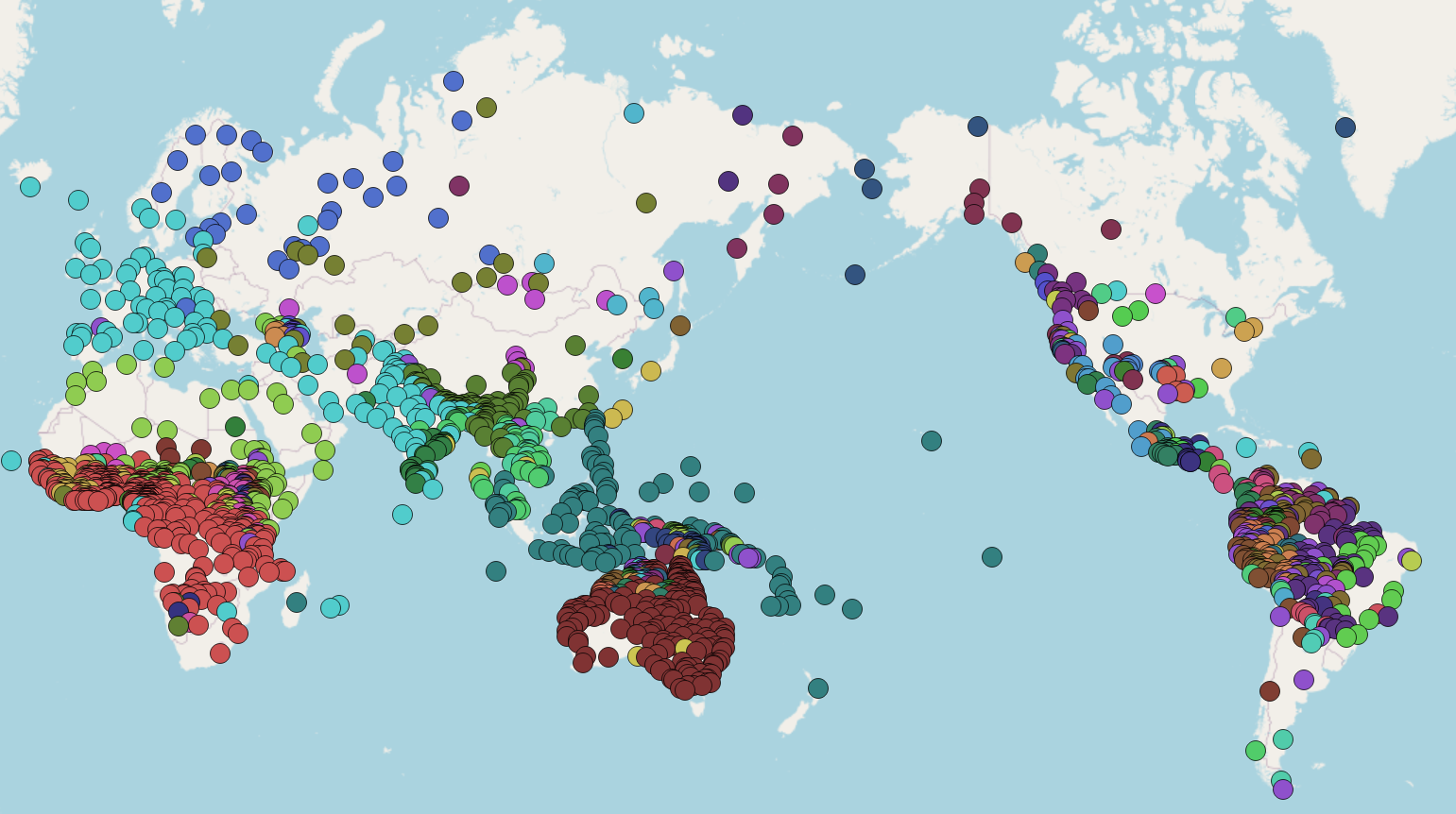
Карта мов, наявних у PHOIBLE 2.0.

Сайт PHOIBLE за структурою дуже подібний до Glottolog, WALS та APiCS.
З випуску PHOIBLE 2.0 у 2019 році, джерелом даних є датасет Cross-Linguistic Data Formats (CLDF) проєкту Cross-Linguistic Linked Data (CLLD).
Мови на сайті класифікуються за сім'ями, їх географічними координатами та частинами світу (Африка, Північна та Південна Америки, Австралія, Євразія, Папунезія).
У сторінках окремих мов наводиться географічна інформація з Glottolog, код мови звідти разом із посиланням на цей сайт, і код мови з ISO 639-3, з посиланням, що веде на сайт SIL. Також наводяться посилання на інвентарі фонем мови, та бібліографічні джерела для кожного з них. Різні інвентарі однієї й тієї ж мови можуть базуватись на різних джерелах, внаслідок чого відрізнятись між собою.
Крім інвентарів фонем, PHOIBLE також містить дані про окремі фонеми кожної з мов. Ця система певною мірою базована на «Вступі у фонологію» Брюса Хейза, та меншою мірою на роботі Мойсіка та Еслінга «Цілогортанний підхід до гортанних диференційних признаків», проте із додаванням нових мов у майбутньому можлива зміна у системі.
451 мова у PHOIBLE походить з бази даних UPSIL, автор якої Іен Меддісон також має внесок у базі даних WALS.